# Архангельский, Андрей Александрович
Андре́й Алекса́ндрович Арха́нгельский (род. 21 июня 1974, Севастополь) — российский журналист, заведующий отделом культуры журнала «Огонёк».
Имеет высшее журналистское и музыкальное образование. Впервые его материал был опубликован, когда Андрею было 17 лет, то есть не позже 1992 года. В журнале «Огонёк» Андрей работает с 2001 года. Материалы Андрея выходили как в российских, так и в зарубежных СМИ: «Независимая газета», «Московские новости», «FUZZ», «Toronto Slavic Annual». Вёл авторскую колонку в сетевом издании Взгляд.ру. Лауреат премии журнала «Огонёк» за 2003 год.
Убеждённый либерал. Считает «главным событием жизни» перестройку, а Михаила Горбачёва — великим человеком.
С 2009 года принимал участие в эфирах радио «Эхо Москвы» Также работал на телевидении.
С 2022 проживает в Германии.

## Награды
В 2016 году получил премию «Профессия — журналист» фонда «Открытая Россия» в номинации «Публицистика» за статью «Итоги с Мартином Алексеевичем».